# Onze-Lieve-Vrouw-van-Goede-Bijstandkapel (Zerkegem)

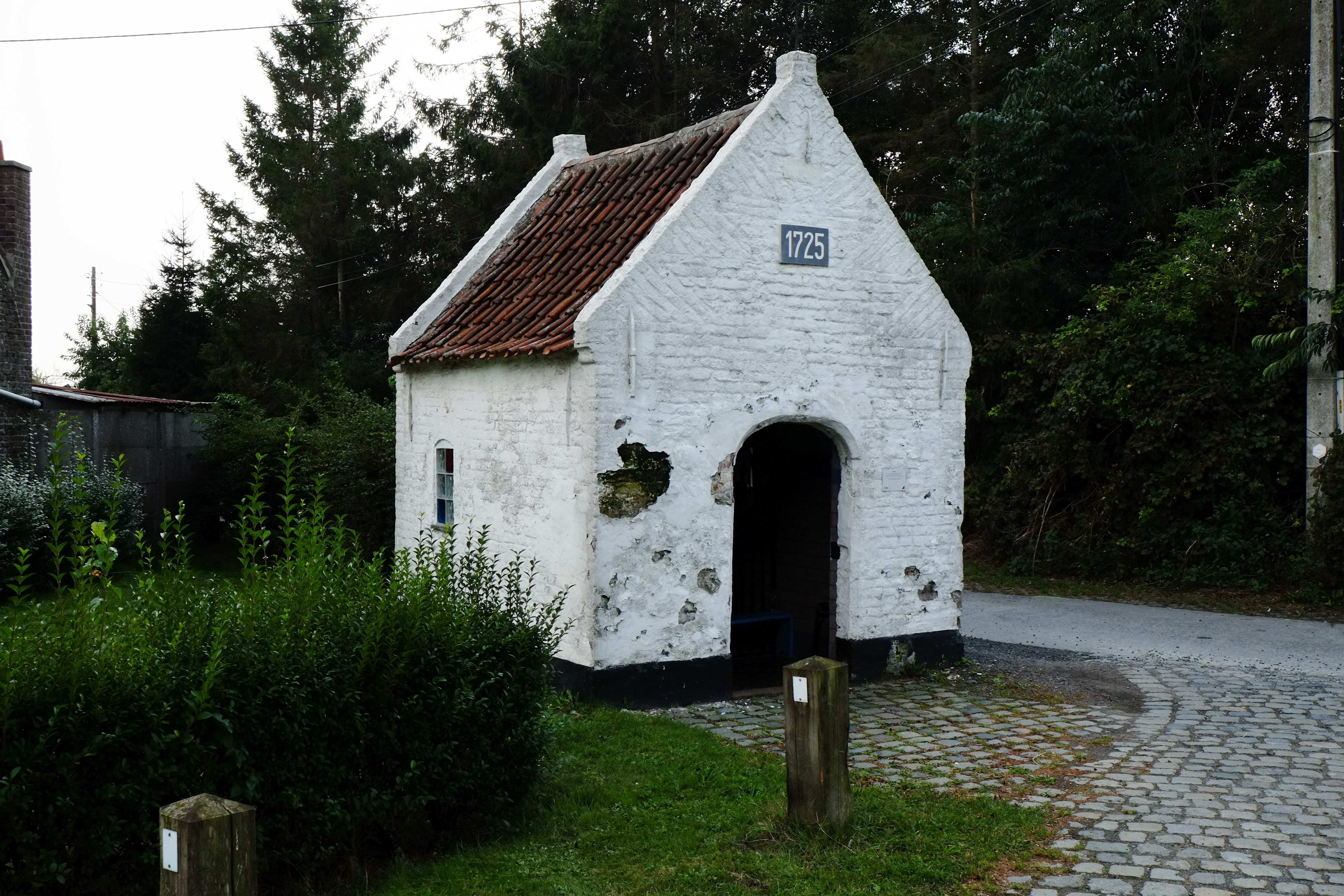
Onze-Lieve-Vrouw-van-Goede-Bijstandkapel

De Onze-Lieve-Vrouw-van-Goede-Bijstandkapel is een kapel in de tot de West-Vlaamse gemeente Jabbeke behorende plaats Zerkegem, gelegen aan de Vedastusstraat nabij de Maalderijstraat.
Het betreft een betreedbaar witgekalkt kapelletje onder zadeldak, dat dateert van 1725. Het toegangsportaal is voorzien van een korfboog.
Het interieur wordt overwelfd met een tongewelf. In de kapel bevindt zich een altaar met diverse heiligenbeelden. Het oorspronkelijke Mariabeeld bevindt zich echter tegenwoordig in de pastorie.